# Sepultura
Sepultura ([ˌse.puw.ˈtu.ɾɐ], с порт. — «могила») — бразильская метал-группа, образованная в 1984 году.
За всю свою карьеру Sepultura выпустила пятнадцать полноформатных альбомов и сменила много музыкальных жанров, среди которых блэк-метал, дэт-метал, трэш-метал, грув-метал и ню-метал. Sepultura сыграла важную роль в становлении бразильского метала и дэт-метала вообще; она является одним из важнейших исполнителей трэш-метала. На сегодняшний день во всём мире продано более одного миллиона копий альбома Arise (он сертифицирован RIAA как платиновый); а два альбома группы — Chaos A.D. и Roots — сертифицированы RIAA как «золотые»; это означает, что только в США продано более полумиллиона копий каждого. Продажи альбома Beneath the Remains по всему миру составляют 600 000 копий.
Общие же продажи составляют более пятнадцати миллионов копий альбомов, что достаточно редко для групп, играющих в экстремальных направлениях, и свидетельствует о коммерческом успехе Sepultura.
Название «Sepultura» в переводе с португальского значит «могила» и было дано группе Максом Кавалера после того, как он перевёл текст песни «Dancing on Your Grave» (англ. «Танцуя на твоей могиле») с альбома «Another Perfect Day» (1983) группы Motörhead.
Произношение названия группы можно услышать в песне «Born Stubborn».

## История группы

### Ранний период
Группа Sepultura была образована в 1984 году в городе Белу-Оризонти, находящемся на юго-востоке Бразилии.
В первоначальный состав группы вошли братья Кавалера, Макс (вокал, ритм-гитара) и Игорь (ударные), Пауло Шисто Пинто младший (бас-гитара) и Джайро Гуэдэс (соло-гитара). На создание группы братьев Кавалера подтолкнула смерть их отца Грациано из-за сердечного приступа.
Потеряв отца (Грациано был дипломатом), семья Кавалера попала в затруднительное финансовое положение.
Поначалу братьям нравилась музыка групп Van Halen, Iron Maiden, Motörhead, AC/DC, Judas Priest и Ozzy Osbourne. Однако после прослушивания музыки прото-блэк-метал-группы Venom они перестали слушать «лёгкий метал». Игор Кавалера вспоминает:

Я помню, когда впервые услышал Venom, на кассете, которую взял у друга.
Их музыка была похожа на Motörhead, но только звучала гораздо тяжелее.
Я помню, кто-то сказал: «Это дьявольский Motörhead!»
После знакомства с Venom мы перестали слушать Iron Maiden и остальные «лёгкие» группы.
Оригинальный текст (англ.)I remember the first time I listened to Venom, it was on a friend's borrowed tape. It was similar to Motörhead, only a lot heavier. I remember someone saying: it's the devil's Motörhead! After we got acquainted with Venom, we stopped listening to Iron Maiden and all that lighter stuff.

После этого Макс и Игор перешли на группы Kreator, Sodom, Metallica, Exodus и Exciter. Первыми музыкальными покупками Макса Кавалера в большом городе Сан-Паулу были записи Iron Maiden, Metallica и Slayer.
После нескольких смен составов участниками Sepultura на некоторое время стали: Макс Кавалера (гитара), Игорь Кавалера (ударные), Вагнер Ламуньер (вокал) и Пауло младший (бас-гитара).
В марте 1985 года Ламуньер после многочисленных споров со всей группой стал фронтменом Sarcófago — коллектива-первопроходца блэк-метала в Бразилии. После ухода Вагнера Ламуньера, Макс стал вокалистом, а на место лидер-гитариста был приглашён Джайро Гуэдэс.
После нескольких месяцев игры Sepultura подписала контракт с Cogumelo Records.
Их первой записью стал мини-альбом Bestial Devastation (англ. «Зверское опустошение»), который был выпущен в 1985 году в виде сплит-альбома вместе с записью Século XX группы Overdose. Композиции «Bestial Devastation» и «Necromancer» определили направление раннего творчества коллектива. Лирика раскрывала мрачные темы, хотя участники группы ещё недостаточно хорошо владели английским языком.
Следующим релизом группы стал полноформатный альбом Morbid Visions (англ. «Болезненные видения»), вышедший в 1986 году в Америке на лейбле New Renaissance Records, который принадлежал Энн Болейн (англ. Ann Boleyn). Альбом был полон гитарными риффами, которые впоследствии стали важнейшей отличительной чертой музыки Sepultura. Лейбл New Renaissance Records стали сильно критиковать в СМИ из-за контракта с Sepultura и поддержки этого коллектива. Но несмотря на это песня «Troops of Doom» попала в радиоэфир и стала хорошо узнаваемой в Бразилии, что дало участникам группы возможность организовать турне по родной стране. Эти два альбома коллектива рассматриваются современными критиками как основополагающие в становлении дэт-метала. Но вопреки всему гитарист Гуэдэс покидает Sepultura, чтобы попробовать себя в других метал-группах. На замену ему в группу приглашён Андреас Киссер, талантливый гитарист с академическим музыкальным образованием из Сан-Паулу. Sepultura перемещается в Сан-Паулу для продолжения карьеры.
Следующим, вторым по счёту, полноформатным альбомом Sepultura стал Schizophrenia (англ. «Шизофрения»). На альбоме была представлена семиминутная инструментальная композиция «Inquisition Symphony» (кавер-версию которой впоследствии сыграла на виолончелях группа Apocalyptica), а также «хит» «Escape to the Void» и об этой пластинке невероятно хорошо отзывались музыкальные критики. Об успехе релиза также говорит тот факт, что в Европе было продано 30 000 копий бутлегов Schizophrenia, хотя, от продажи бутлегов, Sepultura ничего не заработала.

### Периодтрэш-метала

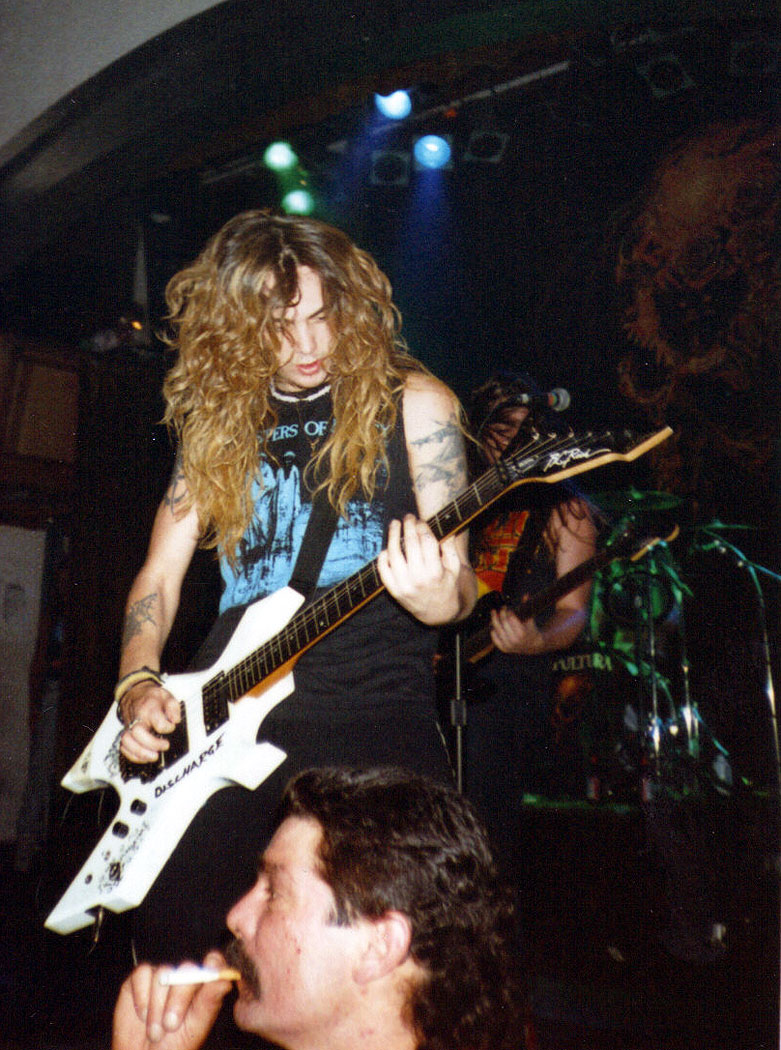
Макс Кавалера в 1989 году

После выпуска успешного альбома Schizophrenia группа (несмотря на затруднения в деловом общении на английском языке и свою локацию в Бразилии) подписала контракт с нидерландским лейблом Roadrunner Records. Первым альбомом на крупном лейбле стал Beneath the Remains (англ. «Под останками»), выпущенный в 1989 году. Продюсером был Скотт Бёрнс (ранее он продюсировал флоридские дэт-метал-группы Death, Morbid Angel и Obituary), который несмотря на скромный бюджет альбома был приглашён из США. Благодаря его опыту на новом альбоме в большей мере проявился профессионализм участников Sepultura. Бёрнс также микшировал запись и произвёл её мастеринг в США, что было невиданным для бразильских групп. Всего на запись было выделено 8000 долларов США, но Скотт Бёрнс согласился оказывать свои услуги всего лишь за 2000 долларов, потому что Бразилия была «интересна для него». Но к моменту окончания записи общая стоимость почти вдвое превысила исходную сумму. Sepultura записывала альбом вторую половину декабря 1988 года, работая с восьми вечера до пяти утра в студии Nas Nuvens Studio в Рио-де-Жанейро.
Альбом незамедлительно привёл группу к коммерческому успеху, а на сингл «Inner Self» был снят первый видеоклип. После выпуска пластинки группа отправилась в турне по Европе (играя «на разогреве» у Sodom) и США. Путешествуя по разным странам, Sepultura не только продвигала свою музыку, но и делала родную страну всё известнее. В январе 1991 года турне завершилось рядом концертов в Бразилии, включая шоу Rock in Rio, которое посетили несколько сотен тысяч человек и смотрели по телевидению около 540 млн зрителей. Sepultura выступала вместе с такими культовыми группами как Guns N' Roses, Megadeth, Metallica и Motörhead.
Журнал Terrorizer включил Beneath the Remains в список двадцати лучших альбомов трэш-метала — новый альбом был практически полностью исполнен в этом жанре. Это же издание поместило пластинку в «40 лучших дэт-метал альбомов всех времён» — некоторые элементы направления остались в музыке группы.
После смены менеджмента и переезда в Финикс, штат Аризона, Sepultura приступила к записи следующего альбома. Альбом Arise (англ. Воскреснуть) был записан во Флориде, в знаменитой студии Morrisound в Тампе, продюсирован Скоттом Бёрнсом и вышел в 1991 году на прежнем лейбле Roadrunner Records. Продажи этого альбома составили более одного миллиона копий по всему миру, а музыкальные журналы всего мира поместили группу на свои обложки. Первый сингл «Dead Embryonic Cells» произвёл настоящую сенсацию, а заглавная песня «Arise» стала ещё более известной из-за скандала, связанного с запретом MTV America клипа на неё, так как он «содержал апокалиптические религиозные образы». К этому времени Sepultura стала одной из наиболее уважаемых критиками метал-групп несмотря на малую распространённость среди рядовых слушателей.

Кадр из клипа «Arise» (1991 год)

Sepultura отправилась в масштабное турне по таким странам как Израиль, Португалия, Италия, Великобритания, Австралия, Япония, Новая Зеландия, Испания и Греция. Группа отыграла четыре концерта в России, где зрителями были 60 000 человек, два концерта в Индонезии на 70 000 человек, а также в Бразилии, где аудитория представляла собой 40 000 фанатов. В Голландии Sepultura впервые выступила на крупном концерте Dynamo Open Air. Во многом на получение Arise статуса «платинового» повлияло столь масштабное и успешное турне.
Во время концерта под открытым небом в Сан-Паулу, вход на который был свободным, толпа фанатов (40 000 человек) вышла из-под контроля и один поклонник группы был убит. Трагический инцидент создал фанатам Sepultura не очень хороший имидж, который сама группа считает неоправданным. В течение многих лет все их концерты в Бразилии проходили только после долгих чрезвычайно неприятных переговоров.

### Chaos A.D.
Вскоре Макс Кавалера женился на Глории Буйновски (англ. Gloria Bujnowski), менеджере Sepultura, которая была старше его на 16 лет. Roadrunner Records добились совместного распространения следующего альбома Sepultura вместе с Epic Records. Этим альбомом стал Chaos A.D. (англ. Хаос нашей эры), выпущенный в 1993 году и продюсированный Энди Уоллесом (англ. Andy Wallace). Если его предшественник, Arise, был логическим продолжением всего раннего творчества, то на новой пластинке чувствуется переход к новому стилю: грув-металу (его иногда называют пост-трэшем) с элементами хардкора и некоторых других направлений. Также в Chaos A.D. заметно больше влияния народных бразильских мотивов, которые в Arise были представлены лишь некоторыми переходами между композициями (ярким примером проявления этого влияния служит инструментальная композиция «Kaiowas»). Уоллес попросил Макса петь так, как он поет на концертах и вокал Макса на новом альбоме стал ещё более грубым, а гитары приобрели типичное для грув-метала пониженное звучание. Звуком, с которого начинается альбом Chaos A.D. и, соответственно, песня «Refuse/Resist», является сердцебиение ребёнка Макса и Глории, Циона, который родился в январе 1992 года.
Альбом повлиял на развитие (в то время молодой) сцены грув-метала; благодаря ему Sepultura получила признание и за пределами кругов любителей трэш-метала. В лирике появился мотив социальных проблем и конфликтов, исчезли темы смерти и войны, присущие предыдущим альбомам. Sepultura использовала тему борьбы в Бразилии, как метафору, на самом деле говоря об упадке современного мира. Само название «Chaos A.D.» Макс Кавалера в интервью журналу Kerrang! объясняет следующим образом:
Мне всегда нравилось слово «хаос».
В мире был хаос последние две тысячи лет, и, кажется, что с каждым днём всё становится только хуже.
Из-за такой ситуации альбом и получил своё название.
Оригинальный текст (англ.)I always liked the word «chaos». There's been chaos over the last 2,000 years, and it seems to get worse every day. So, we named our album after that situation.
На первый сингл, «Territory», был снят видеоклип, причём съёмка производилась в Израиле, что стало огромным шагом вперёд для бразильских метал-групп. Впоследствии группа выиграла MTV Video Music Awards за «лучший видеоклип года» в Бразилии. «Refuse/Resist» и «Slave New World» также вышли как синглы/клипы, которые принесли огромную славу группе по всему миру. Все три клипа присутствуют на релизе группы Third World Chaos.
После выпуска Chaos A.D. последовало турне, которое продлилось год. Группа выступала на фестивале в Донингтоне и на The Hollywood Rock Festival. Sepultura попала на последний исключительно благодаря усилиям официального бразильского фан-клуба (SOBFC) — группа все ещё представлялась организаторам олицетворением зла из-за кошмарного инцидента в Сан-Паулу, и они изначально выступали против её участия.
В 1994 году Макс Кавалера основал сайд-проект вместе с Алексом Ньюпортом (англ. Alex Newport) из группы Fudge Tunnel. Они назвали его Nailbomb и записали альбом Point Blank, на который были приглашены в качестве сессионных музыкантов Андреас Киссер, Игор Кавалера и Дино Казарес (англ. Dino Cazares, из Fear Factory). В 1995 году Nailbomb выпустили концертный альбом Proud To Commit Commercial Suicide, записанный во время фестиваля DYNAMO Open Air, на который пришло сто тысяч человек.
Проект Nailbomb просуществовал недолго, но считается культовым среди фанатов Sepultura.

### Roots. Уход Макса Кавалера

Sepultura с племенем шаванте

С выходом в 1996 году следующего альбома, Roots (англ. Корни), Sepultura поднялась на новый творческий уровень. На альбоме ощущается очень сильное влияние бразильских народных мотивов. Стилистику альбома можно окрестить как этно-треш. Сильнее всего на работу Sepultura повлияла совместная жизнь с бразильским племенем Шаванте в течение нескольких дней. На их земле группа записала свою композицию «Itsari».
Песни «Roots Bloody Roots», «Attitude» и «Ratamahatta» были выпущены как синглы и видеоклипы. Первый был записан в городе Салвадор (до 1763 года — бывшая столица Бразилии). Текст «Ratamahatta» написан на португальском языке, а на самой композиции играет бразильский перкуссионист Карлиньос Браун. Клип на эту песню выиграл награду «Лучший клип рока» на MTV Video Music Awards Brazil и является единственным клипом Sepultura, на котором вообще не запечатлено людей. Sepultura выпустила другое издание альбома, названное The Roots of Sepultura и состоящее из двух дисков: на первом содержится альбом Roots, а на втором — краткая музыкальная история группы.
В рамках турне в поддержку Roots Sepultura по плану должна была сыграть на нескольких крупных фестивалях. Но в день, когда группа играла в Донингтоне на Monsters of Rock, пришло трагическое известие: пасынок Макса, сын менеджера группы, близкий для всех её участников, Дана Уэллс (англ. Dana Wells) погиб в автокатастрофе. Макс Кавалера отправился в США, и группе пришлось впервые выступать в составе трёх человек, причём на одном из самых важных концертов всей их карьеры. Группе помогли знакомые музыканты, и с концертом группа справилась хорошо. Фанаты знали о тяжёлом положении участников и они проявили уважение к группе минутой абсолютного молчания.
Но тот факт, что группа Sepultura продолжила концертную деятельность спустя очень непродолжительное время после оплакивания Дана, сильно разочаровал Макса и его жену. Макс «Possessed» Кавалера решил покинуть группу. Оставшаяся часть турне была отменена, а будущее группы оставалось неясным.
Последний концерт Sepultura с Максом Кавалера в составе группы был записан и впоследствии выпущен как двойной концертный альбом Under A Pale Grey Sky (2002) вопреки желаниям оставшихся участников группы.
Вскоре, группа решила приступить к записи следующего альбома, на этот раз в составе трёх человек. Тем временем Макс Кавалера основал новую группу Soulfly.

### Группа с новым вокалистом

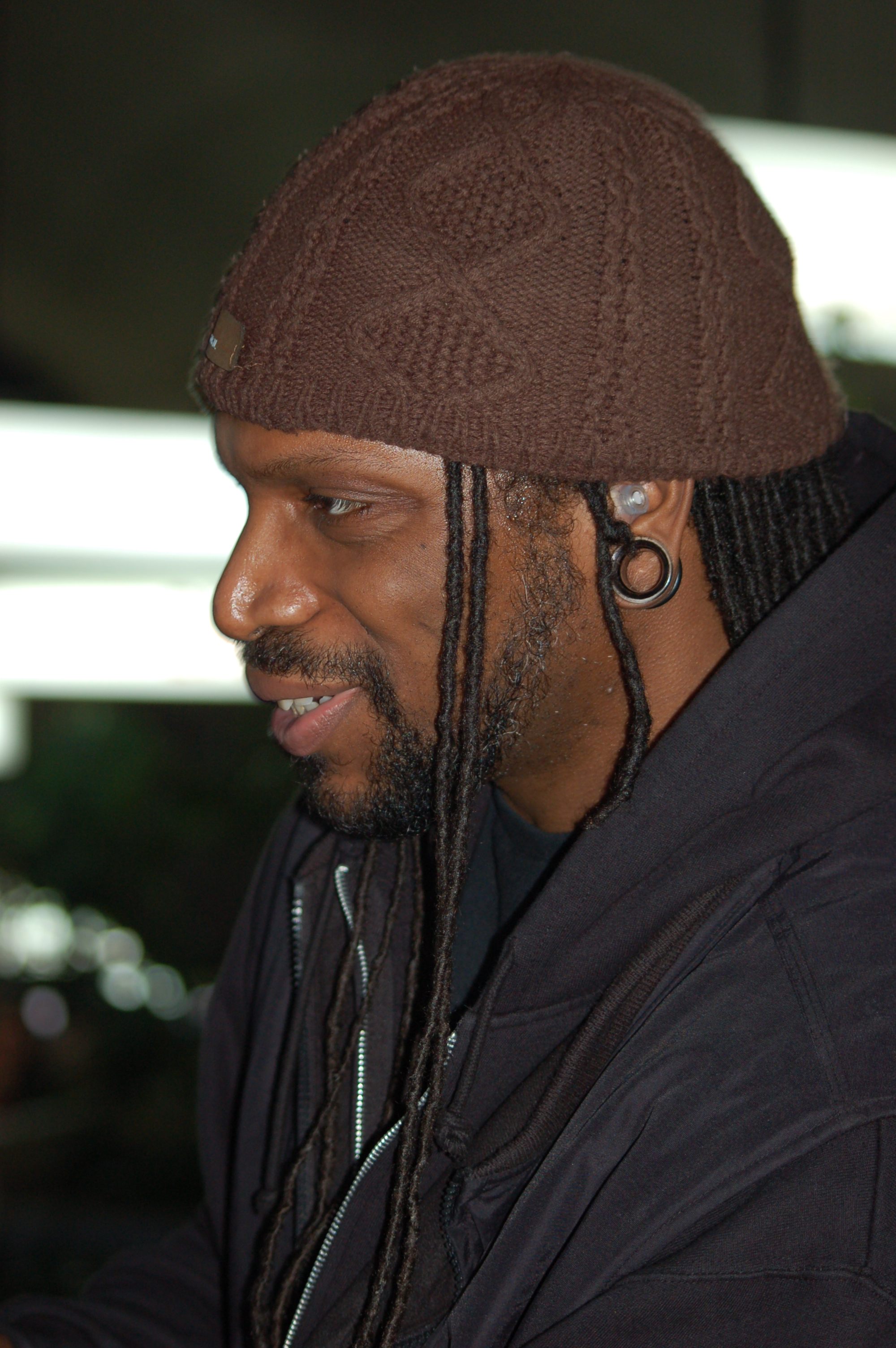
Новый вокалист Sepultura — Деррик Грин (фото 2007 года)

Игор, Пауло и Андреас решили поэкспериментировать с музыкой. Бас-гитаре Пауло Шисто Пинто было уделено больше внимания, а обязанности вокалиста взял на себя лидер-гитарист Андреас Киссер. Но Киссер до этого не пел, и не мог исполнять вокальные партии при записи альбомов. Sepultura начала поиски нового вокалиста. Демозаписи певцов приходили в офис Roadrunner Records из всех уголков мира, и выбор был нелёгким. Кстати, прослушивание в группе проходил и Чак Билли, поющий в Testament. Лишь небольшое количество вокалистов пели подходящим образом, и каждый из них получил по кассете с несколькими незаконченными песнями. Им надо было доработать песни (кроме непосредственно пения, от выбранных людей требовалось написать текст песни) перед окончательным прослушиванием, которое прошло в Бразилии. С самого начала трио было больше всего впечатлено Дерриком Грином. Он неплохо себя чувствовал в Бразилии, был футбольным фанатом и, вообще, хорошо ладил с участниками Sepultura. Трио увидело в нём человека, который был нужен группе, и он быстро стал частью коллектива.
Когда в состав группы вошёл Деррик, большинство новых песен уже были написаны, оставалось только записать вокал. Новый альбом Sepultura, Against (англ. Против) был выпущен в 1998 году.
Against — очень эмоциональный альбом, он отражает борьбу Sepultura за возвращение доверия поклонников и былой славы. На запись данной пластинки были приглашены многочисленные гостевые музыканты, в числе которых Джейсон Ньюстед (в то время игравший в Metallica) и многие другие. С Against были выпущены синглы «Tribus», «Against» и «Choke». Но объём продаж этого альбома был в два раза меньше, чем оный у первой записи Макса Кавалера с его новой группой Soulfly, что говорит о большей любви фанатов к бывшему фронтмену.
Настало время вживую встретиться с фанатами Sepultura и развеять все сомнения в активности группы и опровергнуть слухи о её распаде. Первым шоу стал благотворительный концерт в Бразилии под названием «Barulho contra fome» (порт. Шум против голода). Но так как Деррику не доводилось выступать перед столь многочисленной публикой, группе пришлось репетировать до «Barulho contra fome». Sepultura занялась этим, играя несколько концертов с маленькой аудиторией в Калифорнии, причём группа назвалась «Troops of Doom».
Выступление на «Barulho contra fome» стало очень успешным. Вместе с Sepultura для 30 000 фанатов выступило несколько специальных гостей, делая шоу незабываемым: Джейсон Ньюстед приехал из США, Майк Паттон — из Италии, более того, несколько индейцев племени шаванте выбрались из своей деревни, чтобы появиться в Сан-Паулу. Турне в поддержку Against получилось успешным, охватив очень многие страны мира. Sepultura дала несколько концертов вместе с трэш-металлистами Slayer, опровергая необоснованные слухи о плохих взаимоотношениях между двумя коллективами.

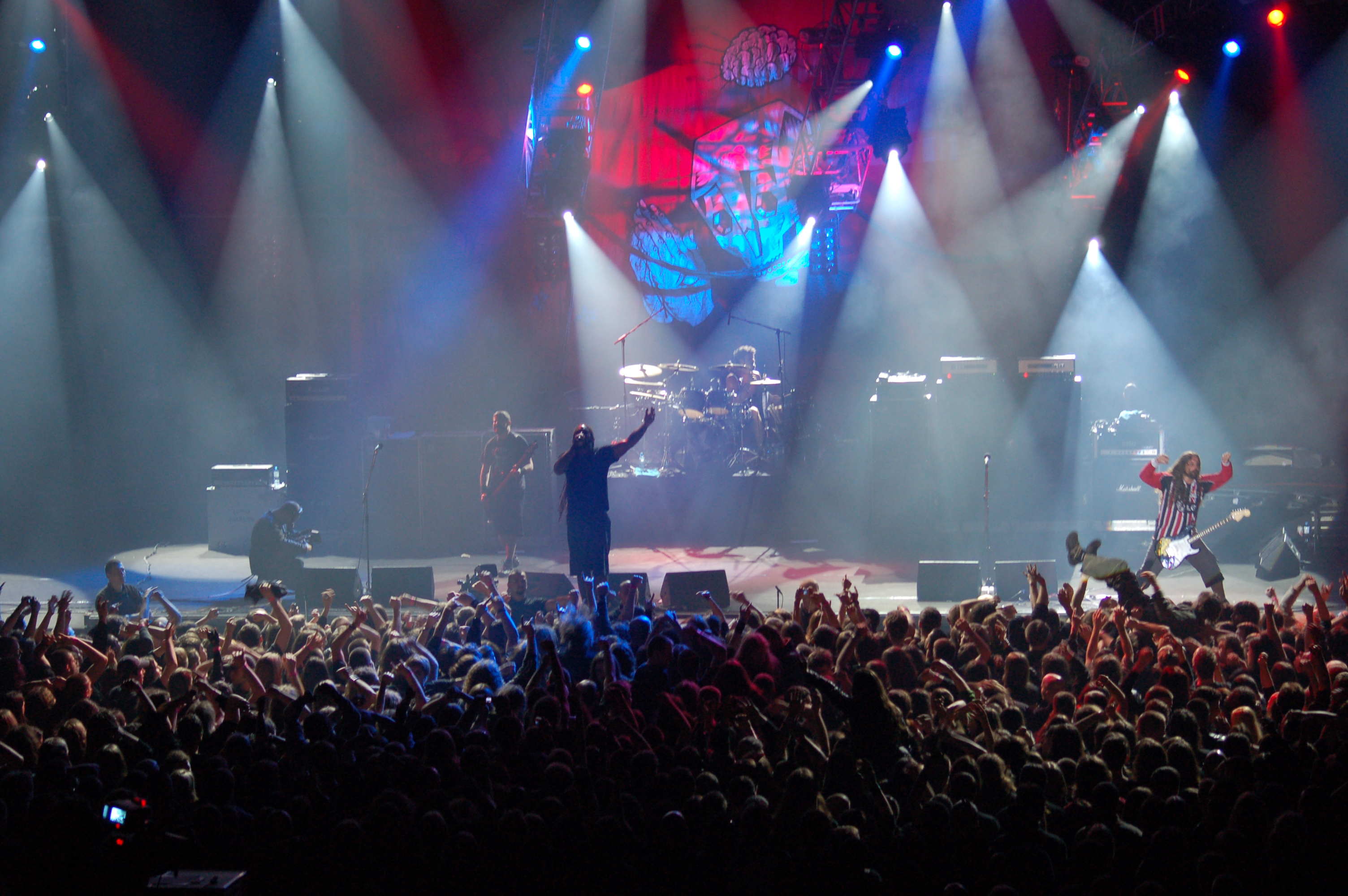
Sepultura на концерте Metalmania в 2007 году

По приезде на родину четыре музыканта начали писать материал для следующего альбома. Им стал Nation (англ. Нация) 2001 года выпуска — альбом, который продолжил концепцию Against и стал последней работой группы для Roadrunner. В конце 2001 года Sepultura подписала контракт с SPV/Steamhammer.

«Контракт с Roadrunner был подписан в 1989 году и длился вплоть до недавнего времени. На этом лейбле было выпущено большинство наших альбомов, мы многое пережили вместе — были и хорошие времена, были и плохие. В конце концов мы поняли, что эти отношения слишком уж затянулись, износились, и что в работе „Роудраннера“ нас действительно многое не устраивает. Если в начале нашей карьеры лейбл относился к делу раскрутки SEPULTURA по-настоящему ответственно, то потом, после смены состава и прихода Деррика, они на нас полностью забили, перестав заботиться о промоушне. Последний альбом не получил должного тур-саппорта, мы чувствовали себя брошенными на произвол судьбы. Поэтому в один прекрасный день мы собрались, поговорили и пришли к решению расстаться. По контракту мы должны были записать для них ещё один альбом, но было решено этого не делать. Мы просто забили и разошлись… Roadrunner перестал верить в СЕПУЛЬТУРУ — и это была самая большая проблема наших отношений… наверное, нам стоило расстаться даже раньше. После того, как мы оттуда ушли, изменилась сама атмосфера, окружающая группу: мы почувствовали прилив энергии, энтузиазма и желания работать — что, безусловно, возымело своё позитивное действие и на творческий процесс сочинения песен для нового альбома.».

Следующий полноформатным альбомом Sepultura явился Dante XXI, выпущенный в 2006 году, — концептуальный альбом, основанный на «Божественной комедии» Данте Алигьери. Некоторыми фанатами и критиками этот альбом считается лучшим релизом группы с Дерриком Грином, тем более, что продажи по состоянию на начало 2008 года составляют 120 000 копий.
Для песен альбома характерно некоторое влияние прежнего стиля — трэш-метала.
Следующий альбом группы под названием A-Lex вышел 23 января 2009 года. Он основан на литературном произведении «Заводной апельсин» (англ. Clockwork Orange) и стал первым альбомом Sepultura, записанным без братьев Кавалера в составе. После выхода альбома группа меняет лейбл. Новым партнером группы становится Nuclear Blast Records.

Мы счастливы быть на Nuclear Blast, особенно в тот год, когда мы отмечаем наш 25-й юбилей, и для нас большая честь объединить усилия с самым металлическим лейблом мира. Я уверен, что обе стороны останутся довольны, и мы уже работаем над новым материалом, не прекращая гастролей. Пусть наша история продлится ещё 25 лет!

К работе над новым альбомом Sepultura привлекли продюсера Роя Зета. В ходе студийной сессии было записано 13 треков, в том числе кавер-версии «Just One Fix» Ministry и «Firestarter» The Prodigy, которые должны появиться в качестве бонус-треков на различных особых изданиях. Альбом получил название Kairos. Kairos- это древнегреческое слово, обозначающее неуловимо короткий момент времени, в который происходит нечто необычное. Альбом вышел, как и планировалось 24 июня 2011 года в Европе и 12 июля в Северной Америке на лейбле Nuclear Blast.
В начале мая 2013 года стало известно, что группа практически завершила работу над материалом для нового альбома, запись которого должна пройти в июне 2013 на том же лейбле Nuclear Blast. Продюсировать альбом будет Рос Робинсон.
В записи одной из композиций альбома принял участие Дэйв Ломбардо из группы Slayer. Альбом получил название The Mediator Between Head and Hands Must Be the Heart.
В интервью в июне 2015 года журналу Yell! гитарист Андреас Киссер заявил, что Sepultura начнет работу над своим четырнадцатым студийным альбомом после завершения тура The Mediator Between Head and Hands Must Be the Heart. Альбом Machine Messiah вышел 13 января 2017 года. В поддержку альбома Sepultura вместе с Soilwork и Aborted выступала в поддержку Kreator в их туре Gods of Violence в Европе в феврале-марте 2017 года и вместе с Prong в поддержку Testament в туре Brotherhood of the Snake в Соединенных Штатах в апреле-мае 2017 года. Группа также посетила Европу в феврале и марте 2018 года с Obscura, Goatwhore и Fit for an Autopsy и Австралию в мае с Death Angel.
Первый документальный фильм о Sepultura под названием «Sepultura Endurance» был объявлен в мае 2017 года и вышел 17 июня 2017 года. Макс и Игорь отказались от интервью для фильма, а также отказались разрешить использовать ранний материал группы.
В августе 2018 года на Wacken Open Air Киссер подтвердил, что Sepultura начали процесс написания песен для своего пятнадцатого студийного альбома и позже заявил в этом месяце, что его не стоит ожидать до 2020 года.
Осенью 2019 года группа объявляет о том, что новый альбом будет называться Quadra и будет выпущен зимой 2020 года. Позднее был названа более точная дата - 7 февраля 2020 года. Было также объявлено, что в поддержку альбома группа будет выступать в США с Sacred Reich, Crowbar и Art of Shock.
Распад Sepultura
8 декабря 2023 года Sepultura в своем Instagram опубликовала публикацию о последнем мировом турне, продолжительностью 18 месяцев, в честь 40-го юбилея группы. После окончания тура группа прекратит существование.

## Другой взгляд на причины ухода Макса

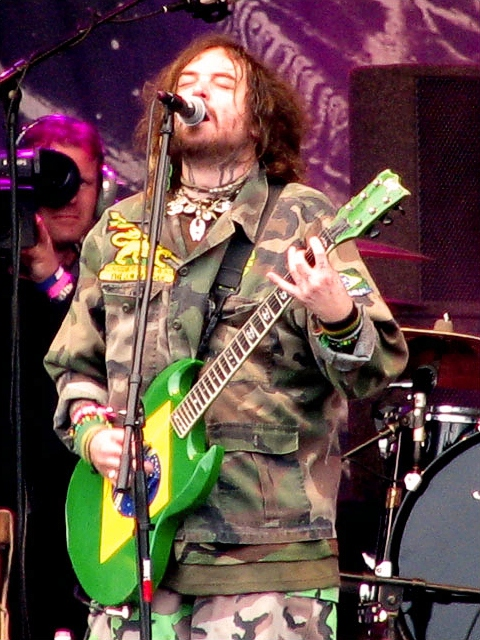
Макс «Possessed» Кавалера после ухода из Sepultura

На самом деле, причина ухода Макса Кавалера из Sepultura может крыться глубже, чем в его протесте против недостаточно сочувственного отношения к утрате пасынка. Ещё до смерти Дана Уэллс, во время пребывания группы в Аргентине Андреас Киссер позвонил Максу и потребовал встречи участников, заметив, что это срочно. Участники группы пришли к Максу, и Киссер заявил, что они больше не желают работать с их менеджером Глорией, женой Макса Кавалера. Макс выставил Андреаса за дверь. Впоследствии Максу и Андреасу всё же удалось найти общий язык. Как причину такого поведения участников, Андреас назвал чрезмерное лидерство гитариста Кавалера. Макс «Possessed» вспоминает в интервью:

На самом деле все началось намного раньше, ещё в Аргентине, где мы были прошлым летом, как раз перед тем английским туром с Ozzy Osbourne. После одного из концертов в моём номере раздался телефонный звонок — звонил Андреас. «Нам нужно встретиться, — сказал он, это очень важно и не ждёт отлагательств. Мы идём к тебе». Через пару минут они вошли — очень серьёзные и хладнокровные. «Мы не желаем больше работать с Глорией, — сказал Андреас, — и прямо завтра начнём искать нового менеджера». Я просто обалдел и первое, что сделал — вышвырнул его за дверь. Это было настолько неожиданно для меня! Потом, уже в турне с Ozzy Osbourne, мы помирились с ним. Как-то ночью мы пили с Андреасом пиво, и я предложил ему поговорить начистоту, выяснить, что же всё-таки происходит. Он что-то начал говорить о моём чрезмерном лидерстве и тому подобное. Я до сих пор не могу понять этой логики! Я никогда никого не делил на главных и второстепенных. А то, что я чаще остальных появляюсь на обложках журналов… Это же полный бред! Возьмите, скажем «Kerrang!», который вечно помещает на своих обложках кого-нибудь одного из группы. Естественно, они выбирают меня — фронтмена Sepultura. Давайте протестовать, но тогда наше место займёт Фил Ансельмо из Pantera или ещё кто-нибудь другой! Так в каком случае Sepultura больше пострадает?

После одного из концертов, уже в раздевалке, Игор, Андреас и Пауло вручили Глории письмо, в котором без объяснений был объявлен конец её работы с Sepultura. Хоть Макс Кавалера и сохранял надежду на то, что группа может продолжить существование, он уже был готов к уходу, тем более, что в любой момент три участника Sepultura могли напасть и на него. Вот что вспоминает сам Макс по этому поводу:

Это было не так-то легко — заявить о своём уходе из группы, но у меня не было выбора. Она [Глориа] подошла ко мне после концерта со слезами на глазах и сказала, что больше не работает с группой, показав письмо, которое в раздевалке ей вручили Игорь, Андреас и Пауло. После семи лет такого плодотворного сотрудничества они выкинули её без всяких причин и объяснений. Они даже не сказали ни слова! У меня не было никакой гарантии, что следующим не буду я, но всё же я ещё долго не верил, что тот концерт в Лондоне действительно станет нашим последним; по крайней мере в мой адрес не было сказано ни слова. Я взял небольшой отпуск, надеясь, что всё ещё образуется. Если это на самом деле конец Sepultura, то это самый глупейший конец группы, который только может быть! Группа распадается, находясь в самой низшей точке своей карьеры, но никак не в её апогее! И думаю, что я без лишней скромности могу сказать, что Sepultura — великая группа и не достойна такого финала.

Как впоследствии выяснилось, инициатором таких резких перемен в группе был младший брат Макса — Игор Кавалера. В интервью он заявляет:

Первое слово действительно было за мной и именно потому, что Макс — мой брат, и я как никто другой знаю его и чувствую. Уже долгое время я не могу с ним общаться, мы потеряли какую-то внутреннюю связь. Дело в том, что Глориа для него — это все. Я не хочу сказать, что это плохо, но речь идёт не о семье, а о нашей группе. Я вижу, как сильно её влияние на разум Макса, слышу, как он говорит её словами — Макс только раскрывает рот, а говорит на самом-то деле Глориа! Не так давно мы виделись с Максом, и он сказал, что не хочет уходить из группы, что ждёт, когда мы снова будем работать все вместе. Но буквально на следующий день я услышал его с Глорией по радио — он говорил уже совершенно другое!"

Андреас Киссер поддерживал Игора:

Моя жена тоже имеет свою точку зрения относительно Sepultura. Время от времени она приходит на наши концерты, слушает наши пластинки, смотрит видео. Частенько она высказывает мне своё мнение, что-то предлагает, советует, но решает какие-либо вопросы группа и никто другой! Макс же с Глорией в этом плане зашли слишком далеко, их отношения настолько смешались, что они уже перестали понимать, где личная жизнь, а где работа. У каждого из нас есть семья, дом, но есть и работа, профессия, если хотите.

После принятия окончательного решения об уходе Макс Кавалера написал письмо, адресованное фанатам и опубликованное в прессе. В нём он уверил фанатов в том, что всеми силами пытался сохранить группу и что не являлся инициатором конфликта. Кроме того, он заявил, что музыка для него — всё, и что он не оставит любимое дело, пусть и за рамками Sepultura. Макс Кавалера публично напомнил Андреасу, Пауло и Игору о тех днях (период выхода Morbid Visions), когда «группа была известна только в Бразилии и когда участники приехали в США без денег, спали за сценой, а так как не смогли поселиться в гостинице, их приютила Глориа».
Однако Макс Кавалера неоднократно упоминал о своём желании воссоединиться с Sepultura. Остальные участники долгое время не могли прийти к единому мнению, то заявляя, что «двери Sepultura закрыты для Макса навсегда», то говоря, что рассматривают возвращение бывшего фронтмена как нечто реальное. На данный момент[уточнить] считается вполне возможным воссоединение Sepultura с Максом Кавалера.

## Sepularmy
Sepularmy — независимая от лейбла организация фанатов Sepultura, желающих помочь «раскрутке» группы. Она была основана в 2005 году самими поклонниками, что связано с недостаточными объёмами работ по продвижению группы со стороны бывшего лейбла Roadrunner Records.
Вступить в Sepularmy может каждый, причём при регистрации следует указать вид деятельности по продвижению группы. Это может быть распечатка флаеров, распространение баннеров в интернете, попытка заполучить для Sepultura эфирное время на местном радио и др.

## Группа в популярной культуре
- Клип Sepultura «Arise» был замечен в фильме 1994 года «Реальность кусается».
- Песни Sepultura «Desperate Cry» и «Inner Self» включены в саундтрек к фильму «Рики Бобби: Король дороги».
- Постер Sepultura «Roots» встречается в фильме 2000 года «Знакомство с родителями».
- Песня Sepultura «Breed Apart» с альбома «Roots» звучит в фильме 2000 года «Фауст: Любовь проклятого» (Faust: Love of the Damned) в сцене, где Джон сражается с убийцами своей подруги. Песни «Choke» и «Old Earth» включены в саундтрек к данному фильму.
- Песня Sepultura «Dead Embryonic Cells» с альбома «Arise» звучит в фильме 2008 года «Вавилон Нашей Эры» (Babylon A.D.) во время боя на ринге (в клетке) Toorop*а (Vin Diesel) и Killa (Jérôme Le Banner).
- Песня Sepultura «Dead Embryonic Cells» так же включена в саундтрек к игре «Grand Theft Auto IV: The Lost and Damned». Её можно услышать на радиостанции LCHC. Кстати диджей на этой радиостанции — Макс Кавалера.

## Состав

### Текущий состав
- Пауло Шисто Пинто младший (порт. Paulo Xisto Pinto Jr.) — бас-гитара (1984—наши дни)
- Андреас Киссер (порт. Andreas Kisser) — соло-гитара, ритм-гитара бэк-вокал (1987—наши дни)
- Деррик Грин (англ. Derrick Green) — вокал (1997—наши дни)
- Грейсон Некрутман — ударные (2024-настоящее время)

### Бывшие участники
- Вагнер Ламуньер (порт. Wagner «Antichrist» Lamounier) — вокал, гитара (1984—1985)
- Макс «Possessed» Кавалера (порт. Max «Possessed» Cavalera) — вокал, ритм-гитара (1984—1996)
- Игор «Skullcrusher» Кавалера (порт. Igor «Skullcrusher» Cavalera) — ударные (1984—2006)
- Джайро «Tormentor» Гуэдэс (порт. Jairo «Tormentor» Guedz) — гитара (1985—1987)
- Джин Долабелла (англ. Jean Dolabella) — ударные (2006—2011)
- Элой Касагранде (порт. Eloy Casagrande) — ударные (2011—2024)

### Приглашённые участники
- Джейсон Ньюстед (бывш. Metallica, Voivod, бывш. Echobrain, бывш. Ozzy Osbourne, бывш. Flotsam and Jetsam, бывш. Paradox, бывш. Diamond, бывш. IR8, бывш. Sexoturica, бывш. Maxwell Ranchouse Bands, Papa Wheelie, бывш. Avoid, бывш. Spastik Children, бывш. Godswalllop, Newsted) — бас-гитара на Against и в турне.
- Джон Тарди (англ. John Tardy) (Obituary) — вокал в песне «Stronger than Hate» альбома Beneath the Remains.
- Джонатан Дэвис — вокал в альбоме Roots (песня Lookaway) (Korn, бывш. Sexart).
- Девид Сильверия — ударные на альбоме Roots (песня Ratamahatta) (бывш. Korn, бывш. L.A.P.D.).
- Apocalyptica — приглашённые для записи «Valtio» на альбоме Nation.
- Dr. Israel — вокал в Nation.
- Жуан Франсиско Бенедан (порт. João Francisco Benedan) «João Gordo» (Ratos de Porão) — вокал в «Against» и бонусном треке «Nation».
- Фрэнсис Говард (англ. Francis Howard) (бывш. Incubus, Opprobrium) — вокал на Beneath the Remains.
- Джеми Джаста (англ. Jamey Jasta) (Hatebreed) — вокал на Nation.
- Скотт Латур (англ. Scott Latour) (бывш. Incubus) — вокал на Beneath the Remains.
- Майк Паттон (Faith No More, Mr. Bungle, Fantômas, Tomahawk) — вокал на альбоме Roots (песня Lookaway), Blood-Rooted (песня Mine) и альбоме Tribus (песня The Waste).
- Келли Шефер (англ. Kelly Shaefer) — вокал на Beneath the Remains (Atheist, Neurotica).
- Рой Мэйорга (англ. Roy Mayorga) — ударные во время европейского тура 2006 года (вместе с In Flames).

## Дискография
- 1986 — Morbid Visions
- 1987 — Schizophrenia
- 1989 — Beneath The Remains
- 1991 — Arise
- 1993 — Chaos A.D.
- 1996 — Roots
- 1998 — Against
- 2001 — Nation
- 2003 — Roorback
- 2006 — Dante XXI
- 2009 — A-Lex
- 2011 — Kairos
- 2013 — The Mediator Between Head and Hands Must Be the Heart
- 2017 — Machine Messiah
- 2020 — Quadra